# Bill Owens
Pour les articles homonymes, voir Owens.
William F. « Bill » Owens (né en 1950), est un homme politique américain membre du parti républicain et 40e gouverneur de l'État du Colorado de 1999 à 2007.

## Biographie
Bill Owens est né le 22 octobre 1950 à Fort Worth au Texas. Il est diplômé en administration publique de l'université du Texas et est un expert de la Russie et de l'Union soviétique.
Pendant une vingtaine d'années, Owens a travaillé en tant que consultant pour le cabinet « Deloitte and Touche » et la « Gates Corporation »
De 1982 à 1988, Owens est élu à la chambre des représentants du Colorado.
De 1995 à 1999, il est trésorier de l'État.

### Gouverneur du Colorado (1999-2007)
En novembre 1998, il est élu gouverneur républicain du Colorado en battant de justesse son opposant démocrate, Gail Schoettler, par 49 % des voix.
En 2002, il est réélu avec le score historique de 63 % des suffrages contre 33 % à Rollie Heath, son opposant démocrate.
En 2002, le « National Review », un magazine conservateur, décerne à Bill Owens le titre de « meilleur gouverneur des États-unis ».
En tant que gouverneur, Bill Owens a procédé à une importante réforme fiscale consistant en allègement d'impôts et à une réforme de notation du système éducatif.
La politique de Bill Owens est décrite comme une politique conservatrice et libertarienne.
En décembre 2005, il est le 28e gouverneur le plus populaire du pays avec un taux d'approbation de 53 %, ex æquo avec le gouverneur Tom Vilsack de l'Iowa (Sondage SurveyUSA portant sur 600 résidents de chaque État réalisé du 9 au 11 décembre 2005. Marge d'erreur de 4 %).
Bill Owens a été évalué comme un possible prétendant à la candidature républicaine pour les postes de président des États-Unis ou de vice-président en 2008 ou 2012 bien qu'il ait écarté actuellement cette éventualité.

## Bill Owens, conseiller, homme d'affaires, banquier et financier
En 2007, il rejoint un cabinet d'investissement tout en enseignant à l'institut d'études politiques de l'université de Denver. Il apporte également son soutien à la candidature présidentielle de Mitt Romney duquel il devient l'un des conseillers politiques.
En 2012, il rejoint à Moscou le conseil d'administration de la Credit Bank of Moscow, pour en devenir le président en 2013, (cette banque sera classée par Forbes comme la seconde banque privée russe en 2021) , mais après l'annonce (le 23 février 2022) par le président russe Vladimir Poutine d'une invasion de l'Ukraine, sa banque fait partie de celles qui sont visées par les sanctions économiques américaines contre certains intérêts russes,.

## Vie privée
Marié depuis 30 ans mais aujourd'hui séparé, ce catholique pratiquant est père de 3 enfants.